# Poučak o četiri boje
Poučak o četiri boje, matematički je problem iz teorije grafova.

## Problem
Na ravnini ili sferi nacrtane su države bez enklava i sl., koje su "u komadu", bez odsječenih tj. nepovezanih područja. Radi razlikovanja države se boji, pri čemu se države sa zajedničkim granicama boji različitim bojama. Potrebno je naći najmanji broj boja koji će jamčiti da se taj zemljovid tako oboji.:21

## Povijest
Prvi ga je formulirao Francis Gutherie 1852.godine. Do njega je došao dok je bojio engleske grofovije na zemljovidu. Primijetio je da mu ne treba više od četiri različite boje. Zatim se zapitao:22
Pokazalo se da su mu uvijek trebale najviše četiri boje, bez obzira na broj država. Nije našao rješenje uzroka te činjenice, pa je preko brata poslao pitanje svom profesoru Augustusu De Morganu, koji nije znao odgovor pa je proslijedio pitanje prof. Hamiltonu u Dublin koji nije bio zainteresiran. Problem se krivo shvaćalo, jer su ga svodili dokazivanje da nije moguće da pet regija dijele zajedničku granicu. Arthur Cayley je 1878. godine prenio problem Londonskom matematičkom društvu. Arthur Bray Kempe objavio je 1879. članak gdje tvrdi da je dokazao pretpostavku, što je znanstvena zajednica prihvatila.:22
Opstao je do 1890. godine. P. J. Heawood pronalazi pogrešku te relativno jednostavnim dokazom dokazuje da se svaki zemljovid može obojati s pet boja. Ali, dokaz da je za to potrebno samo četiri boje je bio je sasvim druge naravi.:23
Problemom se bavio poznati hrvatskih matematičar Danilo Blanuša, koji je svoj rad Problem četiriju boja objavio 1946. godine. U istom je radu objavio dva grafa koja je otkrio, tzv. Blanušine grafove odnosno Blanušine snarkove. Za ovaj problem dao je svoj dokaz ekivalencije problema četiriju boja za područja s tromeđama i problema triju broja za trivalentne ravninske grafove bez mostova, koja je prvotno dokazana 1880. godine. Taj njegov dokaz bazirao se na lemi koja je bila nova činjenica. U to vrijeme Blanuša nije bio toga svjestan. Tako je profesor W. T. Tutte u radu Network-colourings, objavljenom u Math. Gazette 1948. prezentirao Blanušinu lemu.
Kenneth Appel i Wolfgang Haken sa Sveučilišta Illinois služili su se Kempeovim tvrdnjama i Heeschovim algoritmom te 1976. dokazali pretpostavku pomoću računala. Skup od beskonačno zemljovida reduciran je na 1.936 i računalo ih je provjerilo jednu po jednu u 1.200 sati rada. Problem je tad po drugi put dobio status poučka. Bio je prvi veći teorem koji je dokazan računalno, čovjek ga ne može provjeriti i nije nudio nikakav novi uvid u problem. Preobilnost dokaza nije svojstvena matematici i sve to je izazvalo rasprave među matematičarima. Jednostavniji dokaz ponudili su 1997. godine Sanders, Seymour i Thomas svevši ga na 40 stranica, tako što su reducirali broj mogućih zemljovida na 633 ali opet je bilo potrebno računalo.:23